# Gabriele Graf (Produzentin)
Gabriele Graf (* 6. September 1957) ist eine deutsche Filmproduzentin aus Köln. Ihr Tätigkeitsschwerpunkt bilden Fernsehfilme, oftmals im komödiantischen Bereich.

## Leben
Gabriele Graf studierte Soziologie, Pädagogik und Psychologie und war danach zehn Jahre als Inhaberin einer Modelinie tätig. 1994 wechselte sie als TV-Producerin zu Cologne-Gemini Filmproduktion. Von 1997 bis 2005 war sie dort Head of Development. Seit 2006 arbeitet sie als freie Produzentin sowie als Dozentin für Stoffentwicklung und Produktionsmanagement.

## Filmografie (Auswahl)
- 2000: Liebestod
- 2007: Ein unverbesserlicher Dickkopf
- 2008: Gefühlte XXS – Vollschlank & frisch verliebt
- 2011: Freilaufende Männer
- 2013: Ein Schnitzel für alle
- 2017: Schnitzel geht immer
- 2018–2019: Team Alpin (Fernsehreihe, 4 Folgen)
- 2019: Schnitzel de Luxe
- 2019: Tatort: Inferno